# Franjo Bubalo
Franjo Bubalo (Mostar, 20 settembre 1988) è un ex cestista croato.

## Palmarès
- Coppa di Bosnia ed Erzegovina: 1

Široki: 2008